# Adrián Carbayales
Adrián Carbayales (1985, Madrid) es un escritor y novelista perteneciente a la generación del Espardimientu. Es licenciado en filosofía por la Universidad de Oviedo y escritor en asturiano.
Se dio a conocer como escritor con la novela La Rexenta contra Drácula (Ediciones Radagast, 2022), polémica novela que enfrenta los dos personajes icónicos de las letras castellanas e inglesas en una Vetusta de finales del siglo XIX. La novela, una de las pocas novelas en asturiano en llegar a una segunda edición y contar con una traducción al castellano, hace una crítica velada al debate existente entre concepciones de la literatura más clásicas y más innovadoras. Según Asturian: History, contemporary status, and overview of its linguistic and cultural characteristics (De Gruyter Mouton, 2023), «probablemente es una de las novelas en asturiano más exitosas del siglo XXI». En 2025 publica la segunda parte de esta, La Rexenta contra Frankenstein. 
Aparte de escritor, Adrián Carbayales ha sido codirector de la AsturCon, Convención de Fantasía Asturiana entre 2022 y 2024 y es el autor de Tiempu de lleendes, el primer videojuego completamente desarrollado en asturiano.

## Obra
Novelas
- La Rexenta contra Drácula (Ediciones Radagast, 2022)
- L'horror de la viesca; Los Fugaos de Llamascura II[18] (Orpheus Ediciones Clandestinas, 2023)
- Asturianada Mortal[19][20] (Autoedición, 2024)
- La Rexenta contra Frankenstein (Ediciones Radagast, 2025)

Relatos
- Los pirates del aire en la antología L'horru de vapor (Ediciones Radagast, 2023)
- Fundió'l misteriu en la antología L'horru máxicu (Ediciones Radagast, 2024)

Traducciones
- Conan el bárbaru[21][22][23] de Robert E. Howard (Ediciones Radagast, 2022).
- La llamada de Cthulhu y otres hestories[24] de H. P. Lovecraft (Ediciones Radagast, 2023).
- Les bruxes de Roald Dahl (Ediciones Radagast, 2024)
- Domino Lady de Lars Anderson (Ediciones Radagast, 2025)

Videojuegos
- Tiempu de lleendes (2022)